# Новоанненковский
Новоанненковский — посёлок в Майнском районе Ульяновской области. Входит в Анненковское сельское поселение.  

## География
Расположен на р. Майна и на р. Суходол. До «Новоанненковский» — 0,5 км, железнодорожного разъезда «820 км» — 1 км., до Майны  – 12 км.

## История
Возник как поселок сельскохозяйственной опытной станции Симбирского губернского земства при с. Анненково в 1909 г. (впоследствии – Ульяновская областная опытная станция животноводства, опытно-производственное хозяйство, с осени 1993 г. – научно-исследовательская опытная станция животноводства Ульяновского НИИ сельского хозяйства). Станция образована как госплемрассадник по разведению бестужевского скота, выведенного на основе воспроизводительного скрещивания мясных и молочных пород. Чистопородным скотом из стада станции комплектовалось большинство хозяйство Ульяновской и Куйбышевской областей, Татарии и Башкирии. Основные качества бестужевски – приспособленность к местным условиям, устойчивость к заболеваниям, крепость конституции, долголетие, хорошие мясные качества, высокие надои и жирность молока. Много лет станция получала от каждой коровы по 4,5 – 5 тыс. кг. молока в год, удои отдельных коров доходили до 7,5 тыс.кг., от рекордисток здесь получали еще больше.
В 1930 году Отделение Анненковской с.-х. опытной станции в Майнском районе Средне-Волжского края.
22 декабря 1986 года указом ПВС РСФСР посёлок опытной станции переименован в Новоанненковский.

## Население
| 2010 |
| ---- |
| 441  |

В 1913 г. – всего 5 дворов ( 32 чел. ), в 1928 г. – 23 двора ( 82 чел. ).

## Известные люди
- Гарифулина, Нурдида Кияметдиновна — Герой Социалистического Труда[8], доярка областной опытной станции животноводства[9].
- Митряева, Вера Фёдоровна  — Герой Социалистического Труда, доярка Анненковской опытной станции животноводства.
- Гильман, Залман Давидович — с мая 1952 г. по октябрь 1958 г. работал старшим научным сотрудником Ульяновской областной опытной станции животноводства[10].
- Фролова, Клавдия Семёновна — Герой Социалистического Труда, бригадир молочнотоварной фермы областной опытной станции[11].
- Первым директором станции был Н.Ф. Смельчаков. Большой вклад в научно-производственные достижения учреждения внесли:  И.П. Липатов, Г.И. Бахитов, А.Т. Молева, А.К. Родионовский, Н.И. Груздев, О.О. Дворжак, К.М. Лютиков, Б.П. Мохов, А.А. Толманов и др[10].

## Достопримечательности
- Памятник воинам, погибшим в Великой Отечественной войне 80-е гг.[12]